# Tupapakurua Falls
Die Tupapakurua Falls sind ein Wasserfall bislang nicht ermittelter Fallhöhe westlich der Ortschaft National Park in der Region Manawatū-Whanganui auf der Nordinsel Neuseelands. Er liegt im Oberlauf des Tupapakurua Stream, der in westlicher Fließrichtung in den Retaruke River, einen Nebenfluss des Whanganui River, mündet.
Der Tupapakurua Falls Track führt ab der Kurua Road in einer vier- bis fünfstündigen Retourwanderung zum Wasserfall.